# دانيال لاكروا
دانيال لاكروا هو لاعب هوكي الجليد كندي، ولد في 11 مارس 1969 في مونتريال في كندا.

## وصلات خارجية
- دانيال لاكروا على موقع دوري الهوكي الوطني (الإنجليزية)
- دانيال لاكروا على موقع قاعة مشاهير الهوكي (لاعب أن.إتش.أل) (الإنجليزية)
- دانيال لاكروا على موقع EliteProspects.com (الإنجليزية)
- دانيال لاكروا على موقع HockeyDB.com (الإنجليزية)
- دانيال لاكروا على موقع Hockey-Reference.com (الإنجليزية)